# يوسي آلتو
يوسي آلتو (بالفنلندية: Jussi Aalto)‏ (28 يوليو 1983 في فنلندا - ) هو لاعب كرة قدم فنلندي في مركز الهجوم. لعب مع سينايوين يالكابالوكيرهو ونادي توركو ونادي فآسا ونادي هلسنكي وهكا وKlubi 04 ‏ وPallo-Iirot ‏ وKotkan Työväen Palloilijat ‏ وJakobstads BK ‏ وFF Jaro ‏.

## وصلات خارجية
- يوسي آلتو على موقع قاعدة بيانات كرة القدم.إي يو (الإنجليزية)
- يوسي آلتو على موقع Soccerway.com (الإنجليزية)